# 鳥取赤十字病院
鳥取赤十字病院（とっとりせきじゅうじびょういん）は、鳥取県鳥取市にある医療機関である。日本赤十字社鳥取県支部が設置する鳥取県東部の中核病院の一つである。2024年6月時点、鳥取県選挙管理委員会より、不在者投票のできる施設の一つとして指定されている。

## 沿革

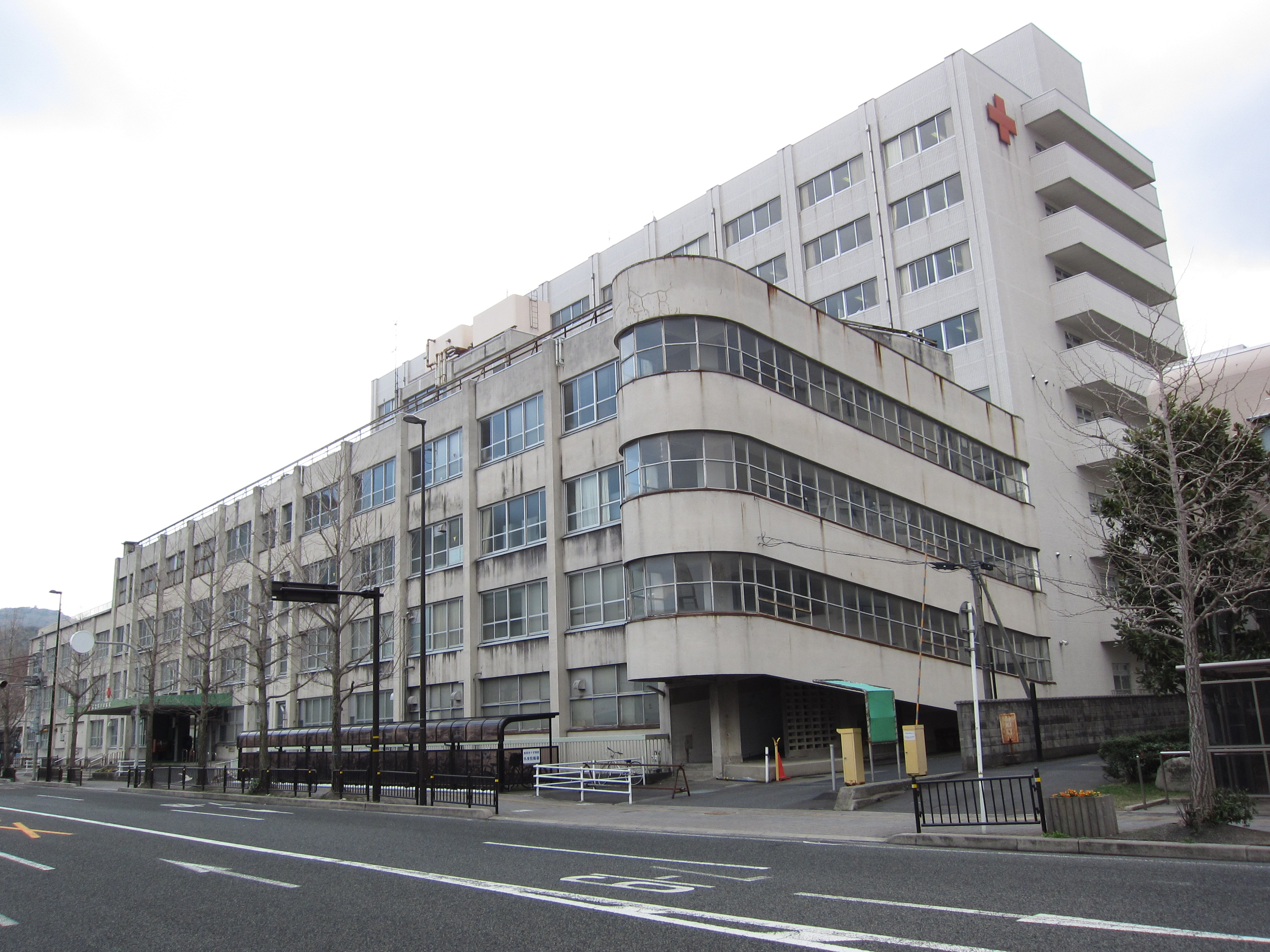
手前側の旧A館および奥側のB館
（2011年3月26日）

- 1915年（大正4年）4月1日 - 鳥取県より県立病院を無償譲渡を受け、発足[1]。
- 1937年（昭和12年）7月 - 鳥取陸軍病院赤十字病院へ改称。
- 1938年（昭和13年）7月 - 日本赤十字社鳥取支部病院へ改称。
- 1945年（昭和20年）3月 - 舞鶴海軍病院鳥取赤十字病院へ改称。
- 1945年（昭和20年）9月 - 鳥取赤十字病院へ改称。
- 1962年（昭和37年） - A館改築竣工（新本館竣工により2018年末に解体予定）[3]。
- 1967年（昭和42年） - C館竣工（新本館新築工事のため解体）。
- 1990年（平成2年） - B館竣工。
- 1999年（平成11年）5月 - 地域災害医療センター（災害拠点病院）に指定。
- 2004年（平成16年）8月23日 - 日本医療機能評価機構認定病院に認定。
- 2008年（平成20年）7月 - 地域医療支援病院に認定。
- 2018年（平成30年）5月28日 - 新本館が全面開業[3]。

## 診療科
- 内科
- 循環器科
- 神経内科
- 小児科
- 外科
- 整形外科
- 脳神経外科
- 皮膚科
- 泌尿器科
- 産婦人科
- 眼科
- 耳鼻咽喉科
- リウマチ科
- ペインクリニック
- 放射線科
- 歯科口腔外科

診療協働部門
- 看護部
- 薬剤部
- 検査部
- 放射線技術課
- リハビリテーション課
- 栄養課
- 医療社会事業課
- 地域医療連携室
- 健診センター

## 医療機関の指定等
- 地域医療支援病院
- 助産施設（昭和24年2月28日）
- 優生保護法による指定（昭和26年3月20日）
- 生活保護法による指定医療機関（昭和26年3月23日）
- 結核予防法指定医療機関（昭和26年9月21日）
- 児童福祉法に基づく育成医療指定医療機関（昭和34年6月1日）
- 母子保護法による養育医療機関（昭和34年6月1日）
- 被爆者一般疾病医療機関（昭和35年9月1日）
- 労働者災害補償保険法（昭和35年4月1日）
- 保険医療機関（昭和46年2月1日）
- 身体障害者福祉法による更生医療指定医療機関（平成3年4月1日）
- 地域災害医療センター（地域災害拠点病院）（平成11年5月20日）
- 臨床研修指定病院（平成15年10月30日）
- DPC対象病院（平成22年4月）
- 鳥取DMAT指定医療機関（平成22年8月5日）[4]

## 交通アクセス
- 山陰本線・因美線鳥取駅より日交バス・日ノ丸バス（路線番号：31・32・32H・33・35・36H・37・38・38H・39・41・41H・41Z・43・44・45・45H・46・46H・47・47H・48・49）に乗車して「県庁日赤前」下車。
- 山陰本線・因美線鳥取駅より鳥取市100円循環バス「くる梨赤コース」（路線番号：01）に乗車して「鳥取赤十字病院」下車。
- 山陰本線・因美線鳥取駅より鳥取市100円循環バス「くる梨青コース（Bコースのみ）・緑コース」（路線番号：02B・03）に乗車して「市民会館前」下車。

## 備考
- 院長室に、版画家長谷川富三郎から寄贈された作品「ヒポクラテスの誓」が飾られている。